# Würzburgo (distrito)
Würzburgo (em alemão: Würzburg) é um distrito (kreis ou landkreis) da Alemanha localizado na região da Baixa Francónia, no estado da Baviera.

## Cidades e municípios
| Cidades | Verwaltungsgemeinschaften | Municípios | |
| --- | --- | --- | --- |
| 1. Aub¹ 2. Eibelstadt¹ 3. Ochsenfurt 4. Röttingen¹ Mercados 1. Bütthard 2. Eisenheim 3. Frickenhausen am Main 4. Gelchsheim 5. Giebelstadt 6. Helmstadt 7. Höchberg 8. Neubrunn 9. Randersacker 10. Reichenberg 11. Remlingen 12. Rimpar 13. Sommerhausen 14. Winterhausen 15. Zell am Main | 1. Aub 2. Bergtheim 3. Eibelstadt 4. Estenfeld 5. Giebelstadt 6. Helmstadt 7. Hettstadt 8. Kirchheim 9. Kist 10. Margetshöchheim 11. Röttingen | 1. Altertheim 2. Bergtheim 3. Bieberehren 4. Eisingen 5. Erlabrunn 6. Estenfeld 7. Gaukönigshofen 8. Gerbrunn 9. Geroldshausen 10. Greußenheim 11. Güntersleben 12. Hausen bei Würzburg 13. Hettstadt 14. Holzkirchen 15. Kirchheim 16. Kist 17. Kleinrinderfeld | 1. Kürnach 2. Leinach 3. Margetshöchheim 4. Oberpleichfeld 5. Prosselsheim 6. Riedenheim 7. Rottendorf 8. Sonderhofen 9. Tauberrettersheim 10. Theilheim 11. Thüngersheim 12. Uettingen 13. Unterpleichfeld 14. Veitshöchheim 15. Waldbrunn 16. Waldbüttelbrunn |
| ¹ administrado por um Verwaltungsgemeinschaft | | | |